# تیراساک پوئیفیمای
تیراساک پوئیفیمای (تایلندی: ธีรศักดิ์ เผยพิมาย؛ زادهٔ ۲۱ سپتامبر ۲۰۰۲) بازیکن فوتبال است.
وی همچنین در تیم‌های ملی فوتبال زیر ۲۳ سال تایلند و تایلند بازی کرده‌است.